# Paula Vogel

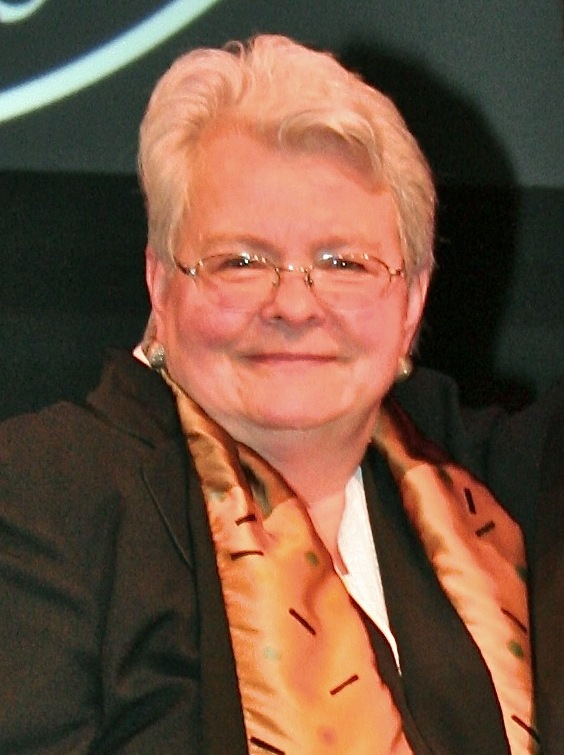
Paula Vogel (2010)

Paula Vogel (* 16. November 1951 in Washington, D.C.) ist eine US-amerikanische Dramatikerin und emeritierte Universitätsprofessorin.

## Biographie
Paula Vogel wurde als Tochter von Phyllis und Donald Vogel in Washington, D.C. geboren. Ihr Bruder Carl starb an den Folgen von AIDS. Nach ihrer Schulausbildung bewarb sie sich vergeblich um einen Studienplatz an der Yale School of Drama. Daraufhin begann Vogel ein Studium in ihrer Heimatstadt an der Katholischen Universität von Amerika, wo sie 1974 graduierte. Danach wechselte sie als Stipendiat zur Cornell University, wo sie ihr Studium 1977 abschloss. Seit 2003 war Vogel Professorin für Theater und darstellende Kunst an der Brown University. Am Ende ihrer akademischen Karriere wurde Vogel 2016 an der Cornell University für ihre Dissertation über ihr eigenes Stück Indecent der allgemeine Doktorgrad verliehen.
Für ihr Stück How I learned to drive erhielt sie 1998 den Pulitzer-Preis. Die Komödie behandelt Themen wie Kindesmissbrauch und Inzest. Des Weiteren schrieb Vogel das Theaterstück The Baltimore Waltz, für das sie 1992 den Obie Award erhielt. Das Werk widmete sie ihrem Bruder. Weitere Werke von Vogel sind Hot'N Throbbing, Desdemona, And Baby Makes Seven, The Mineola Twins und The Oldest Profession.
2004 erhielt Vogel den Literaturpreis der American Academy of Arts and Letters. 2006 wurde sie in die American Academy of Arts and Sciences gewählt. 2012 wurde sie in die American Theater Hall of Fame aufgenommen.
Am 26. September 2004 heiratete Vogel die Entwicklungsgenetikerin Anne Fausto-Sterling.

## Dramen
- Swan Song of Sir Henry, 1974
- Meg, 1977
- Apple-Brown Betty, 1979

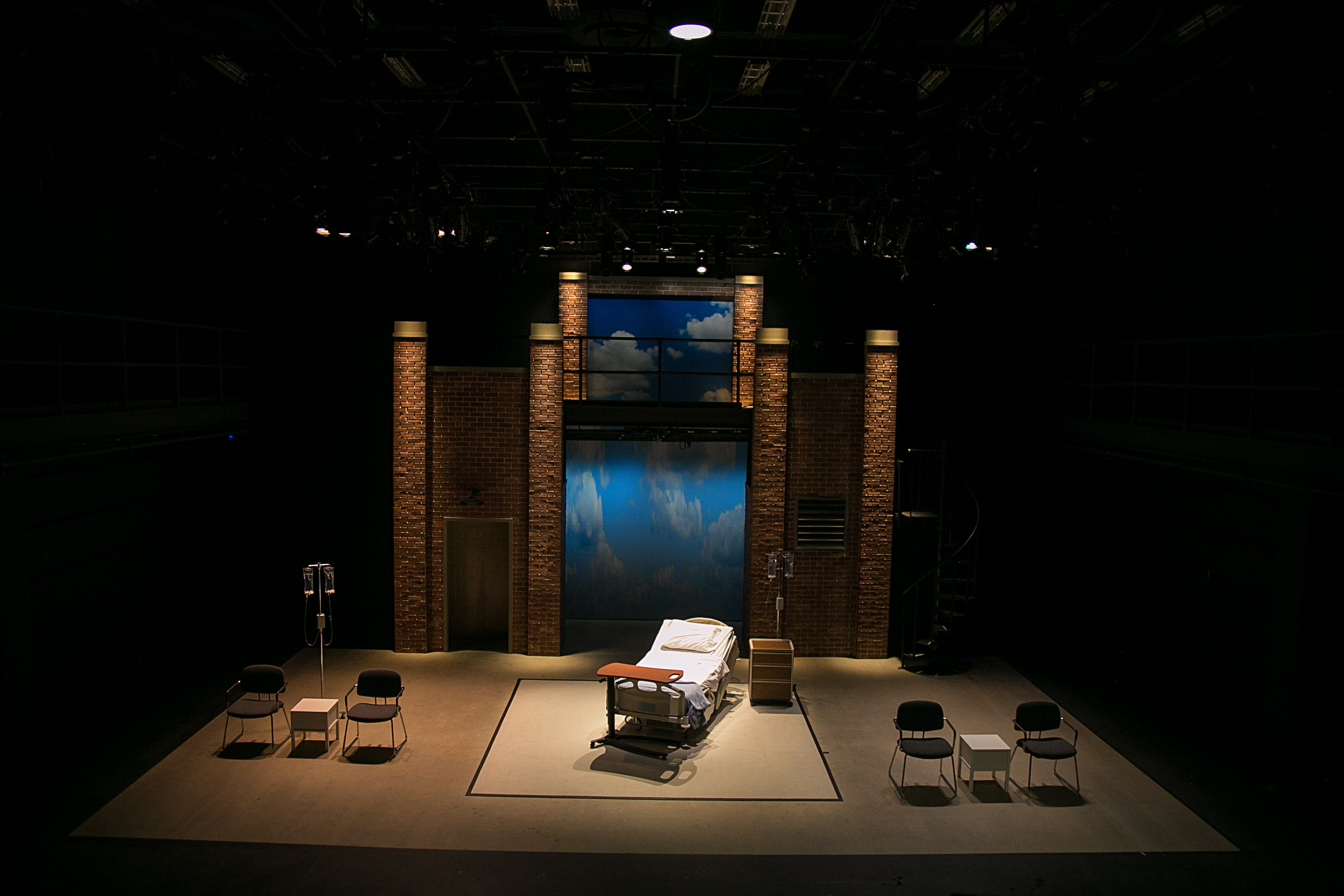
Bühnenbild einer Inszenierung von
The Baltimore Waltz, 2015

- Desdemona, A Play about a Handkerchief, 1979
- Bertha in Blue, 1981
- The Oldest Profession, 1981
- And Baby Makes Seven, 1986
- The Baltimore Waltz, 1992
- Hot 'N Throbbing, 1994
- The Mineola Twins, 1996
- How I Learned To Drive, 1997
- The Long Christmas Ride Home, 2004
- Civil War Christmas, 2008
- Don Juan Comes Home from Iraq, 2014
- Indecent, 2015